# ثيودور ستولوجان
ثيودور ستولوجان (بالرومانية: Theodor Stolojan)‏ (بالرومانية: Theodor Stolojan) (مواليد 24 أكتوبر 1943 في ترجوفيشت)، هو سياسي واقتصادي روماني. شغل منصب رئيس وزراء رومانيا لمدة سنة منذ سبتمبر 1991 حتى نوفمبر 1992. تم تعيينه من قِبل الرئيس الروماني ترايان باسيسكو كرئيس للوزراء مرة أخرى في 10 ديسمبر 2008، لكنه وبعد أقل من أسبوع انسحب،
وهو رئيس الحزب الديمقراطي الليبرالي. حالياً هو ممثلاً لرومانيا في البرلمان الأوروبي.

## روابط خارجية
- ثيودور ستولوجان على موقع مونزينجر (الألمانية)